# Jiraiya Gōketsu Monogatari

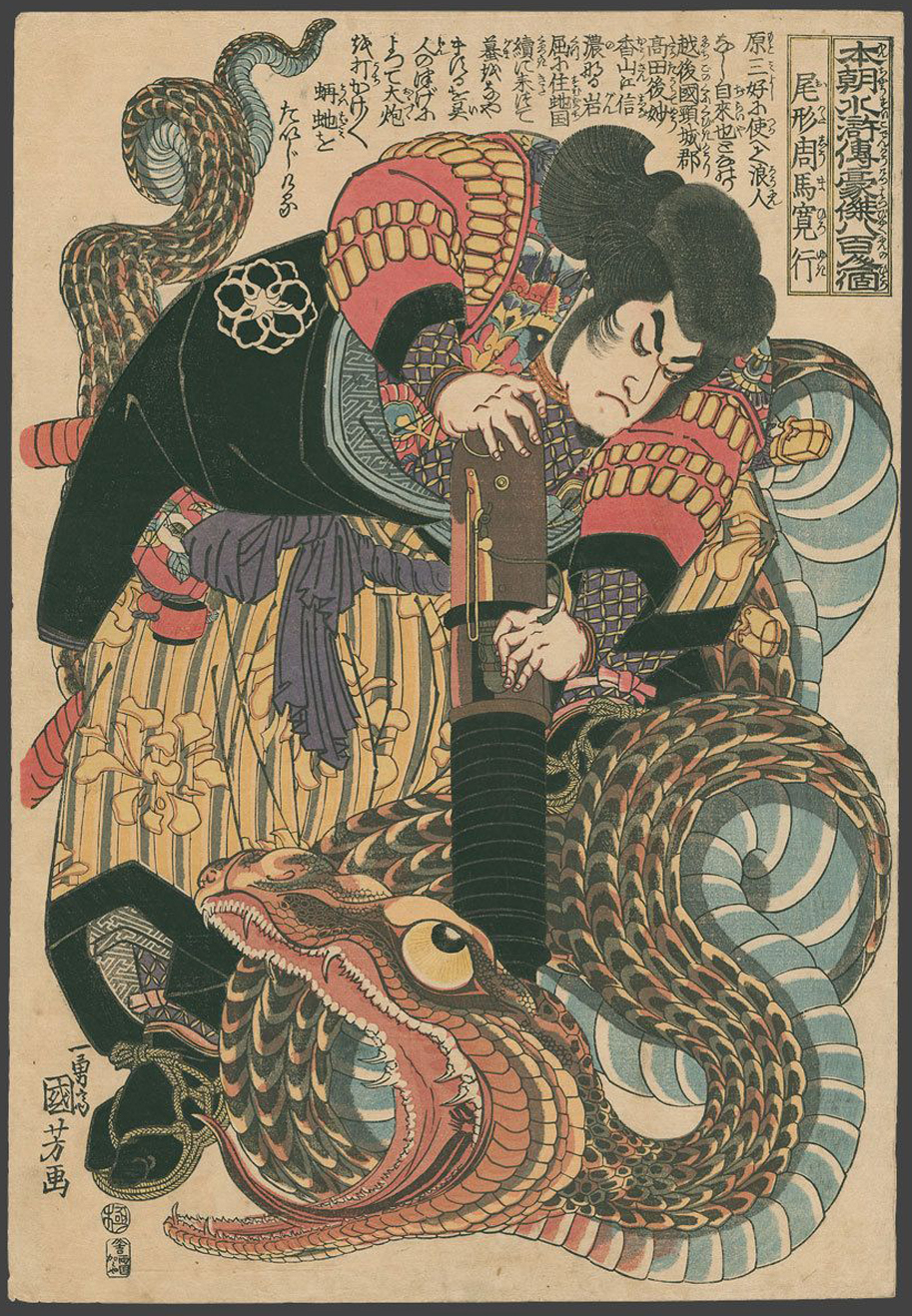
Jiraiya, com uma arma pesada, superando uma enorme serpente que inquietava seus sapos.

Jiraiya (児雷也- literalmente "jovem trovão"), o personagem-título do conto japonês Jiraiya Gōketsu Monogatari (児雷也豪杰物语, "O Conto do Galante Jiraiya"), é um ninja que usa metamorfose mágica para se transformar em um gigantesco sapo.